# Барчхой
Барчхой (чечен. Барчхой) — один из чеченских тайпов, представители которого являются выходцами из территориальной группы (тукхума) овхой, тайп расселён основном в северо-западной части Дагестана, также зафиксированы в Иордании.
Родовое село — Барчхойотар, в 2013 году возвращено чеченское название села.
После постепенного возвращения из высылки руководство Дагестана запретило им селиться в бывшем Ауховском районе.

## Этимология
По мнению чеченского исследователя-краеведа, педагога и народного поэта А. С. Сулейманов, в основу названия тайпа могло лечь «Барчхой» — верховодящие.
По легенде, кровники, убегая от преследователей, нашли убежище в имении богатого человека. Хозяин предложил им спрятаться чтобы не быть найденными при обыске. Один залез в собачью конурку, другой спрятался в хлеве, третий укрылся под кроватью, а остальные где-то еще. Однако только один из них отказался от помощи и остался в центре помещения, на месте, которое по традиции чеченцы уступают почетному гостю — «берчехь». Именно от этого человека согласно легенде начался тайп Барчхо.

## Топонимы

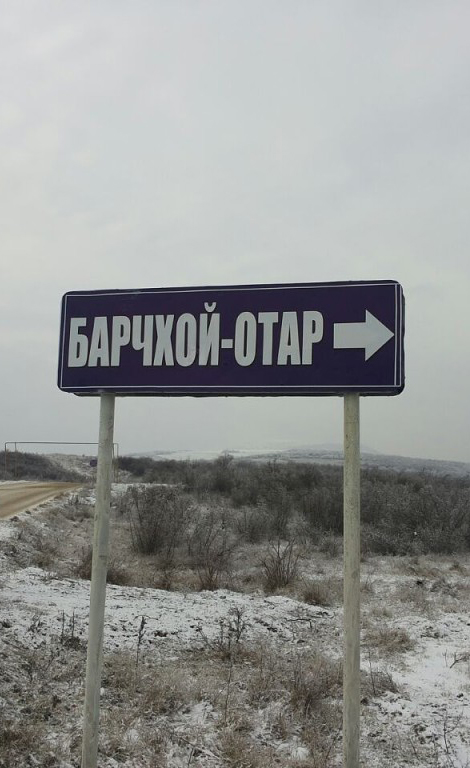
Барчхой-Отар

- В черте села ГIачалкъа (Ярыксу-Аух), имеется квартал Барчхойн куп «Барчхойцев квартал» — часть Хьалтӏе[4].
- На западе села Алтмирзаюрт располагаются кладбища тайпа, которые называются Барчхойн кашанш «Барчхойцев кладбище»[6].